# Nectar (mythologie)
In de Griekse mythologie is nectar de drank van de goden en ambrozijn de spijs van de goden. Volgens sommige interpretaties zijn beide gemaakt van honing. De kracht om onsterfelijkheid te geven wordt afgeleid uit de helende en zuiverende werking van honing. Daarnaast werd gegiste honing (mede) eerder dan wijn gebruikt als geestverruimend middel.